# NGC 6671
NGC 6671 est une galaxie spirale située dans la constellation de la Lyre. Sa vitesse par rapport au fond diffus cosmologique est de 3 066 ± 10 km/s, ce qui correspond à une distance de Hubble de 45,2 ± 3,2 Mpc (∼147 millions d'al). NGC 6671 a été découverte par l'astronome allemand Albert Marth en 1864.
NGC 6671 présente une large raie HI.